# 白銀のカルと蒼空の女王
『白銀のカルと蒼空の女王』（しろがねのカルとそうくうのじょおう）は、工画堂スタジオより2010年6月25日に発売された一般向けPCゲーム。

## 概要
「Deep-Blueシリーズ」第4弾として、他のシリーズ作品と世界観を共有している。同シリーズとしては初めて駒都えーじ以外にも原画担当が参加した作品。シナリオも、竹内なおゆきの他に西川真音が担当する。

## ストーリー
フルクラム帝国では今「帝都万博」を開催中。それに合わせて開催される、戦後初となる「第一回大陸諸国平和条約会議」を約一ヵ月後に控え、帝国の今後にとって非常に重要な時期にある帝都。しかし、それに合わせるかのように海軍高官の連続殺害事件が発生。事件に用いられたのは、帝国が集めた各国の軍事情報データベースのどこにも存在しない新型の高性能機動兵。それに加え、簡単に製造できない上に運搬も容易でない大型サイズになるはずの熱反応爆弾（通称：熱爆弾）を、携帯できるトランクサイズにまで小型化し所有するなど、従来の反帝国テロリストとは一線を画す強力な高度Eテク武装を誇る汚染者達。彼らを相手に対応が後手後手に回るパシアテ文明保存管理局。そしてそれら全てを裏から操る、謎の人間型Eウェポン「ガラクシア」の暗躍。全ては「ガラクシア計画」へと繋がる更なる脅威の始まりでしかなかった。

## キャラクター
- カル・ルスラン - 茅原実里
- エリンシエ・ヤースロップ - 釘宮理恵
- ガラクシア - 今井麻美
- ミルスキ・リーンネ - 福井裕佳梨
- オルター・ウィナプス - 山本兼平
- ファルツ - 大塚明夫
- プラウラ - 神田朱未
- ユーネ・グロースタ - 宮崎羽衣
- トアラ・ラボアキン - 友永朱音
- アマネカ・マッハバスター - 神田朱未
- オーギ・カットラス - 大塚明夫

## 設定・用語
詳細はDeep-Blueシリーズを参照。

## スタッフ
- 製作 - 工画堂スタジオ・くまさんちーむ
- キャラクターデザイン - 駒都えーじ、藤原々々、Ein、やすき
- シナリオ - 竹内なおゆき、西川真音
- プログラム -
- 音楽 -
- ディレクト -

## 主題歌
PC版OP「Horizon」
作詞 - HIROMI / 作曲 - 濱田智之 / 編曲 - 悠木真一 / 歌 - 今井麻美
PC版ED「Sunrise!」
作詞 - 森由里子 / 作曲・編曲 - 上倉紀行 / 歌 - 長谷川明子
PSP版OP「DEPARTURE」
作詞・作曲 - 濱田智之 / 編曲：南利一 / 歌 - 今井麻美
PSP版ED「最初のMELODY」
作曲・編曲 - 酒井陽一 / 作詞・歌 - 小坂りゆ

## 関連作品
白銀のカル Cal&Toara（エンターブレイン・ファミ通文庫）
竹内なおゆき・著 / 駒都えーじ・画 2008年3月29日初版 ISBN 978-4-7577-4079-2
トアラ・ラボアキンとカル・ルスランの出会いの物語。
白銀のカル DIGITAL PERFORMANCE（工画堂スタジオ）
2008年8月29日発売。「白銀のカル Cal&Toara」のプロローグと第一章に、白銀のカル書き下ろし外伝小説「星をさがして」を収録したファンディスク。他に、ミニゲーム・壁紙・スクリーンセーバー・茅原実里のシステムボイス&スペシャルメッセージも収録。